# 所羅門·赫澤斯坦
所羅門·馬爾科維奇·赫澤斯坦（俄語：Соломон Маркович Герценштейн，羅馬化：Solomon Markovitch Herzenstein，1854年—1894年8月7日）是一名俄羅斯動物學家。

## 生平
赫澤斯坦獲得聖彼得堡大學自然科學和數學學位，並於1879年或1880年被任命為帝國科學院動物博物館的管理員。他還在女子大學指導實務培訓。1880年、1884年和1887年，他受命前往科拉半島的穆爾曼海岸研究那裡的軟體動物和魚類。
他的作品《Materialy k Faunye Murmanskavo Berega i Byelavo Morya》於1885年發表在聖彼得堡觀察家協會的期刊上，成為標準參考文獻。他與N·L·瓦爾帕霍夫斯基（N. L. Varpakhovski）合著了《Zamyetki po Ikhtologii Basseina Ryeki Amura》（1887年）和《Nauchnye Rezultaty Puteshestvi Przevalskavo》（1888-91年）。他還撰寫了《Ryby》（聖彼得堡，1888-91 年），並在《聖彼得堡帝國科學院公報》（1890-92年）上發表了《魚類學文集》。

## 紀念
- 嘉陵頜鬚鮈（Gnathopogon herzensteini）可能是阿爾伯特·甘瑟為了紀念赫澤斯坦而命名的，他在1892年以甘瑟的名字為刺鮈（Acanthogobio guentheri）命名[1]
- 赫氏粗杜父魚（Asprocottus herzensteini），列夫·貝爾格於1906年命名

## 所命名的分類
（列表可能不完整）
- 32个所羅門·赫澤斯坦命名的生物分类